# 서울의 봄 (영화)
《서울의 봄》(12.12: THE DAY)은 2023년 개봉한 대한민국의 역사 영화이자 31번째 천만 관객 돌파 영화로, 12.12 군사반란을 다루었다. 감독은 김성수이고, 황정민, 정우성 등이 출연하였다. 2022년 12월 2일 밤 11시 50분 염동헌이 간암으로 투병 중 사망하였으나 염동헌의 영화 유작이다. 군사 반란이 일어난 1979년 12월 12일 저녁 7시부터 이튿날 새벽 4시까지의 9시간을, 영화 141분에 담았다. 영화에서는 반란군과 진압군 지휘관 등의 이름을 허구의 이름인 전두광, 이태신 등으로 대신하였다.

## 줄거리
박 대통령의 피격 사망 이후, 계엄령이 선포된다. 보안사령관 전두광과 그의 측근들은 군 내부의 주도권을 장악하며 쿠데타를 감행한다. 군인은 정치에 개입해서는 안 된다고 믿는 수도경비사령부의 완고한 지휘관 이태신은 전두광에 맞서 싸운다. 두 사람 간의 갈등이 격화되는 가운데, 군 수뇌부는 결정을 미루고, 국방부 장관마저 자취를 감춘다. 혼란이 깊어지는 가운데, 모두가 염원하던 서울의 봄은 예기치 않은 방향으로 흘러가고 있다.

## 출연진
괄호 안 이름은 모델로 한 실존 인물임.

### 주연
- 황정민: 전두광(전두환) 역 - 국군보안사령관 겸 계엄사령부 합동수사본부장
- 정우성: 이태신(장태완) 역 - 육군본부 교육참모부 차장 ⮕ 수도경비사령관
- 이성민: 정상호(정승화) 역 - 육군참모총장 겸 계엄사령관
- 박해준: 노태건(노태우) 역 - 제9보병사단장.
- 김성균: 김준엽(김진기) 역 - 육군본부 헌병감 겸 계엄사령부 치안처장

### 조연
- 정동환: 최한규(최규하) 역 - 대한민국 제12대 국무총리 ⮕ 대통령 권한대행 ⮕ 대한민국 제10대 대통령.
- 김의성: 오국상(노재현) 역 - 국방부장관
- 故 염동헌: 배송학(유학성) 역 - 대한민국 부총리 겸 경제기획원 장관 ⮕ 대한민국 제13대 국무총리.
- 전진기: 현치성(차규헌) 역 - 수도군단장
- 안세호: 장민기(장세동) 역 - 수도경비사령부 제30경비단장
- 박훈: 문일평(허화평) 역 - 국군보안사령관 비서실장
- 이재윤: 임학주(이학봉) 역 - 국군보안사령부 대공수사과장, 합동수사본부 수사단장
- 최병모: 도희철(박희도) 역 - 제2공수특전여단장
- 유성주: 민성배(윤성민) 역 - 제3군단장 ⮕ 육군참모차장 겸 계엄사령부 부사령관
- 박원상: 고재영(이건영) 역 -
- 김성오: 김창세(최세창) 역 - 제4공수특전여단장
- 안내상: 한영구(황영시) 역 - 제1군단장
- 남윤호: 강동찬(박동원) 역
- 홍서준: 하창수(허삼수) 역 - 국군보안사령부 인사처장
- 정형석: 박기홍(윤흥기) 역
- 박정학: 모상돈(박희모) 역
- 박민이: 진영도(김진영) 역 - 수도경비사령부 제33경비단장
- 최원경: 원경(조홍) 역
- 차래형: 허동윤(신윤희) 역
- 공재민: 김병준(박준병) 역
- 권혁: 조우택(백운택) 역
- 한창현: 탁재오(장기오) 역
- 송영근: 유희종(구명회) 역
- 전수지: 이태신 처(이병호) 역
- 서광재: 신봉학(신현확) 역 - 국무총리
- 임철형: 대통령 경호실장(정동호) 역
- 현봉식: 반란군 합류 장군 역
- 곽자형: 2공수 이 대령 역
- 전운종: 2공수 변 소령 역
- 이승희: 4공수 박 중령(박종규) 역
- 김기무: 체포조 윤 대령 역
- 문성복: 체포조 염길록 역
- 김옥주: 전두광 처(이순자) 역
- 박정표: 행주대교 초소장 역
- 곽진석: 총리공관 위병소장 역
- 한규원: 총리공관 손규원 대위 역
- 우미화: 국방장관 처 역
- 차건우: 김동규(김재규) 역

### 단역
- 김정팔: B2벙커 서 장군 역
- 황병국: B2벙커 황병근 소장 역
- 최민: B2벙커 오구민(김시봉) 소장 역
- 현오봉: 해병경비대 소령 역
- 이귀우: B2벙커 이귀오 소장 역
- 백진욱: 보안사 감청요원 역
- 폴 배틀 (Paul Battle): 주한미국대사(윌리엄 글라이스틴 주니어) 역

### 특별출연
- 정만식: 공수혁(정병주) 역 - 육군특수전사령관
- 정해인: 오진호(김오랑) 역 - 육군특수전사령관 비서실장
- 이준혁: 권형진(반일부+김인선) 역 - 육군참모총장 경호장교

## 참고 사항
- 영화에서는 실제 인물의 이름을 쓰지 않고 조금씩 바꾸어 가상 인물로 사용했는데, 전두광이 실제 인물 전두환의 이름과 가장 유사하다. 영화에 등장하는 명패에는 ‘빛 광(光)’ 자를 쓴 ‘全斗光’이 새겨져 있다.

## 수상 목록
- 2023년 씨네21 영화상 올해의 남자배우 (정우성)
- 2024년 제22회 디렉터스 컷 시상식 올해의 감독상 (김성수)
- 2024년 제22회 디렉터스 컷 시상식 올해의 각본상 (홍인표, 홍원찬, 이영종, 김성수)
- 2024년 제17회 아시안 필름 어워즈 남우조연상 (박훈)
- 2024년 제17회 아시안 필름 어워즈 최우수 편집상 (김상범)
- 2024년 제60회 백상예술대상 영화부문 작품상 (서울의 봄)
- 2024년 제60회 백상예술대상 영화부문 대상 (김성수)
- 2024년 제60회 백상예술대상 영화부문 남자 최우수연기상 (황정민)
- 2024년 제33회 부일영화상 최우수감독상 (김성수)
- 2024년 제33회 부일영화상 남우주연상 (정우성)
- 2024년 제33회 부일영화상 올해의 스타상 (이준혁)
- 2024년 제44회 한국영화평론가협회상 감독상 (김성수)
- 2024년 제44회 한국영화평론가협회상 영평 10선
- 2024년 제45회 청룡영화상 최우수작품상 (서울의 봄)
- 2024년 제45회 청룡영화상 남우주연상 (황정민)
- 2024년 제45회 청룡영화상 편집상 (김상범)
- 2024년 제45회 청룡영화상 최다관객상 (서울의 봄)
- 2024년 제25회 부산영화평론가협회상 심사위원특별상 (김성수)
- 2024년 제11회 한국영화제작가협회상 작품상 (서울의 봄)
- 2024년 제11회 한국영화제작가협회상 감독상 (김성수)
- 2024년 제11회 한국영화제작가협회상 촬영상 (이모개)
- 2024년 제11회 한국영화제작가협회상 조명상 (이성환)
- 2024년 제11회 한국영화제작가협회상 음악상 (이재진)

## 같이 보기
- 서울의 봄
- 《제5공화국》 (2005, 문화방송 드라마)
- 제5공화국
- 《제4공화국》 (1995, 문화방송 드라마)
- 제4공화국
- 《코리아게이트》 (1995, 서울방송 드라마)
- 하나회
- 12·12 군사 반란
- 5·17 쿠데타